# County Antrim
County Antrim (Irsk: Contae Aontroma) er et af de seks counties, der udgør Nordirland og et af de ni counties, som historisk og geografisk udgør provinsen Ulster som er delt mellem Nordirland (United Kingdom) og Republikken Irland.
County Antrim omfatter et areal på 2.844 km² med en samlet befolkning på 616.384 (2006). Hovedparten af befolkningen bor i Nordirlands hovedstad Belfast, som ligger på begge sider af Farsetfloden. Hovedstadsområdet breder sig dermed over både County Antrim og det sydligere beliggende County Down.
Det administrative county-center ligger i byen Antrim.

## Eksterne links
- Wikimedia Commons har flere filer relateret til County Antrim
- County Antrim fra Atlas and Cyclopedia of Ireland (1900)

54°51′54″N 6°16′48″V / 54.865°N 6.28°V